# Pieter Verlinden
Pieter Verlinden (Mechelen, 9 juli 1934 - Leuven, 25 september 2002) was een sonorisator en componist, verbonden aan de BRT.
Hij was verantwoordelijk voor de sonorisatie van televisieprogramma's en series, waarbij geluid en muziek geselecteerd werden voor het programma. Dit deed hij voor onder meer Wij, Heren van Zichem, Slisse & Cesar (één), Echo en ook voor onder meer de jeugdfeuilletons Johan en de Alverman en Axel Nort.
Hij componeerde meer en meer ook zelf de muziek die hij gevraagd werd te leveren, met als een van zijn bekendste composities de begintune van De Collega's, maar ook voor de televisieseries De vorstinnen van Brugge, Een mens van goede wil, Maria Speermalie, De komst van Joachim Stiller, Mata Hari, Herenstraat 10, Hard labeur, Het Pleintje en jeugdseries zoals Keromar. Filmmuziek leverde hij voor onder meer De 5 van de 4 Daagse, Dood van een non en Jambon d'Ardenne. Veel van zijn werken werden ingespeeld door de BRT Big Band.
Hij schreef ook op tekst van Bert Vivier het nummer Laat me nu gaan waarmee Linda Lepomme België vertegenwoordigde op het Eurovisiesongfestival 1985. De deelname werd geen succes. Verlinden componeerde samen met zijn echtgenote Rita Van Dievel ook nummers voor een musical Midzomernachtsdroom, nummers die door Ann Christy werden ingezongen en verschenen op haar postuum album Ik Deed Alsof Het Mij Niet Raakte.
Pieter Verlinden is de vader van voormalig VRT-journalist Peter Verlinden.
- Bibliothèque nationale de France: cb16217501z (data)
- International Standard Name Identifier: 0000 0000 9103 4310
- MusicBrainz: 1fd8caac-728a-44f8-a745-c3915054c195
- Virtual International Authority File: 133056296
- WorldCat: E39PBJyrX498Hjpq8YHKy7B773